# Takéo
Takéo, o Ta Keo, è il capoluogo della omonima Provincia di Takéo, nel sud della Cambogia. Nel 1998 aveva una popolazione di 39.186 abitanti. Città e provincia sono note per la loro industria della seta: la provincia ospita 10.000 dei 15.000 tessitori dell'intera Cambogia. La gran parte opera nei villaggi lungo la Strada Nazionale N.2 (NH2), che attraversa l'intera provincia da Nord a Sud e passa per la città. La tecnica di tessitura della seta divenne nota ai Khmer probabilmente nel II secolo d.C., durante il Regno di Funan, proveniente da India e Cina.

## Monumenti e luoghi d'interesse
- Villa di Ta Mok - la villa del comandante dei Khmer rossi, catturato nel 1999, sorge su un'isola del lago che si estende a nord della città.

- Phnom Chisor - è una collina che si trova circa 25 km a nord della città, in una posizione dominante sulla pianura. Sulla cima, da cui si gode un bel panorama, ci sono le rovine di un tempio del X-XI secolo.

- Phnom Da - è una collina alta un centinaio di metri, situata una ventina di km a sud-est di Takéo e pochi chilometri a sud dell'antica capitale di Angkor Borei. Ospita un tempio pre-angkoriano a torre in mattoni e arenaria alto 17 metri, datato al VI-VII secolo, e diversi santuari scavati nella roccia. Ha un posto importante nella storia dell'arte della Cambogia, in quanto vi sono state ritrovate una serie di statue pre-angkoriane il cui stile è stato nominato "Phnom Da". Nella stagione delle piogge l'area circostante è completamente allagata e raggiungibile solo con imbarcazioni.

- Angkor Borei - è una cittadina con cui viene anche indicato il vicino sito archeologico, esteso per ben 300 ettari, sede di una capitale Chenla ma probabilmente abitato già prima dell'anno 0. Nella cittadina ha sede un piccolo museo con reperti (spesso copie) risalenti ai regni di Funan e Chenla.

## Infrastrutture e trasporti
La cittadina è servita dalla strada nazionale 2 (NH2) che collega a Phnom Penh e al Vietnam. La stazione ferroviaria di Takéo si trova lungo la ferrovia Phnom Penh-Sihanoukville e vede transitare treni passeggeri quattro volte la settimana. Dal porto fluviale opera un servizio di traghettamento per Angkor Borei.